# Portus Dubris

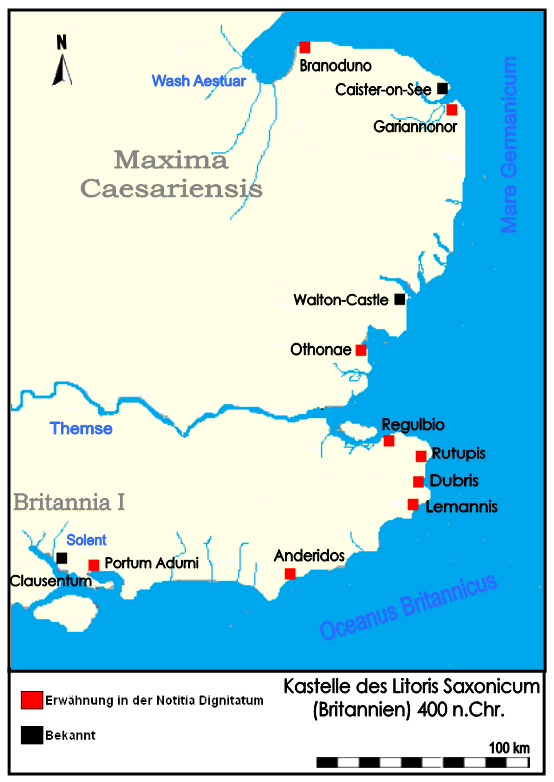
Die Sachsenküstenkastelle um 400 n. Chr.

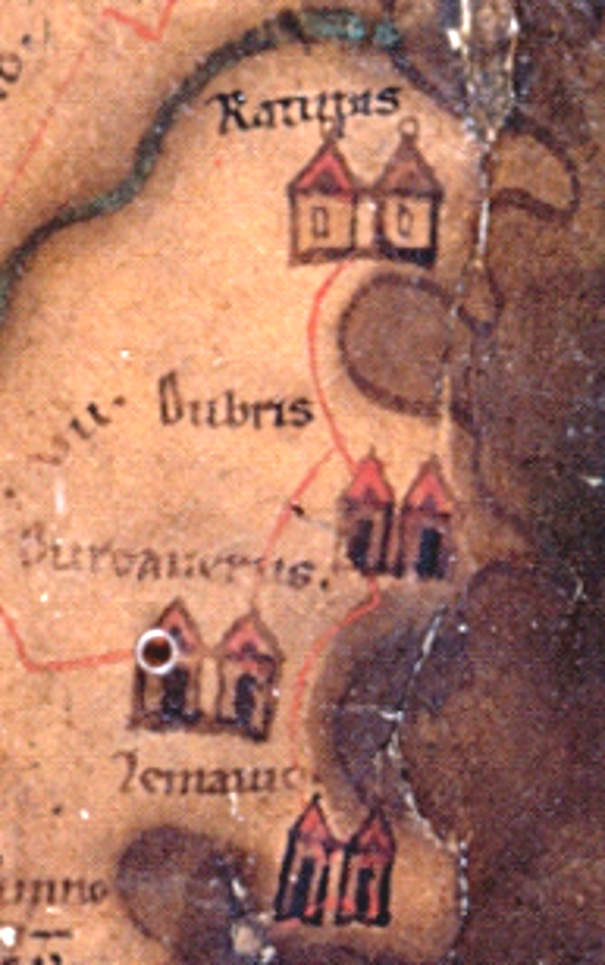
Die Route Canterbury – Richborough – Dover – Lympne auf der Tabula Peutingeriana (4. Jahrhundert)

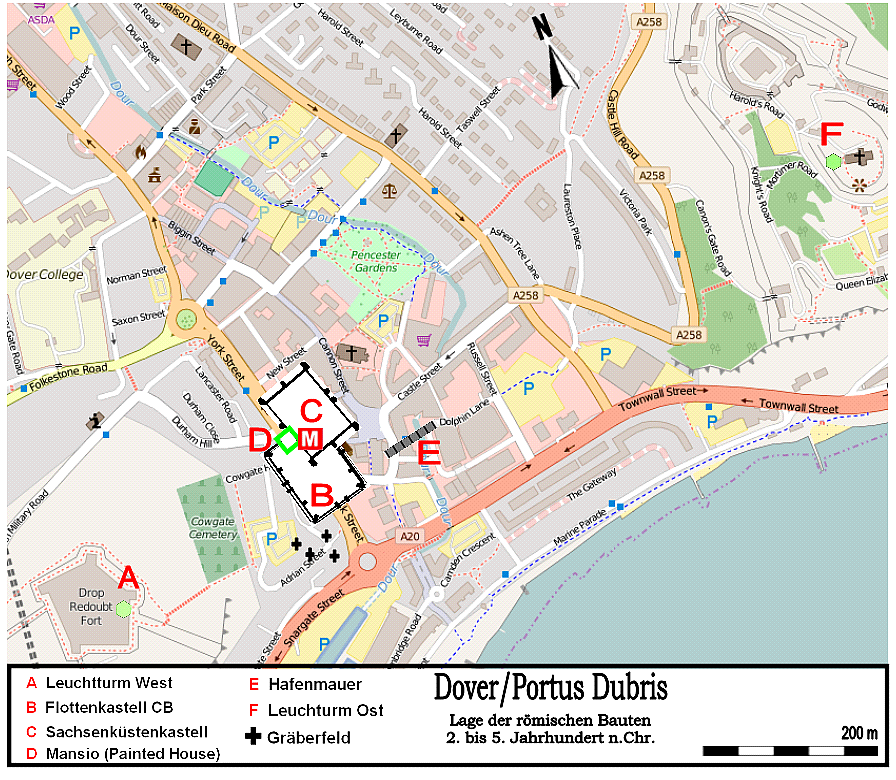
Lageskizze der römischen Bauten in Dover

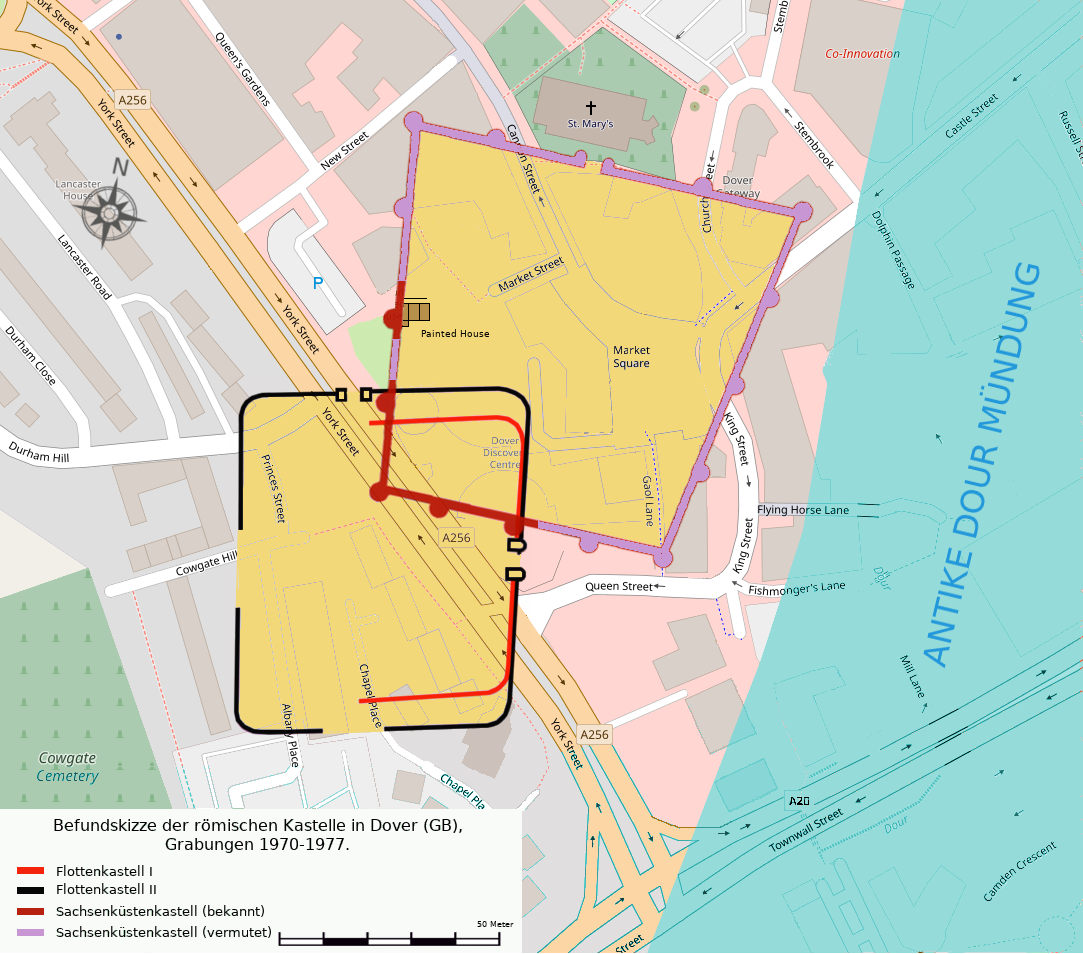
Befundplan der Kastelle (1970–1977)

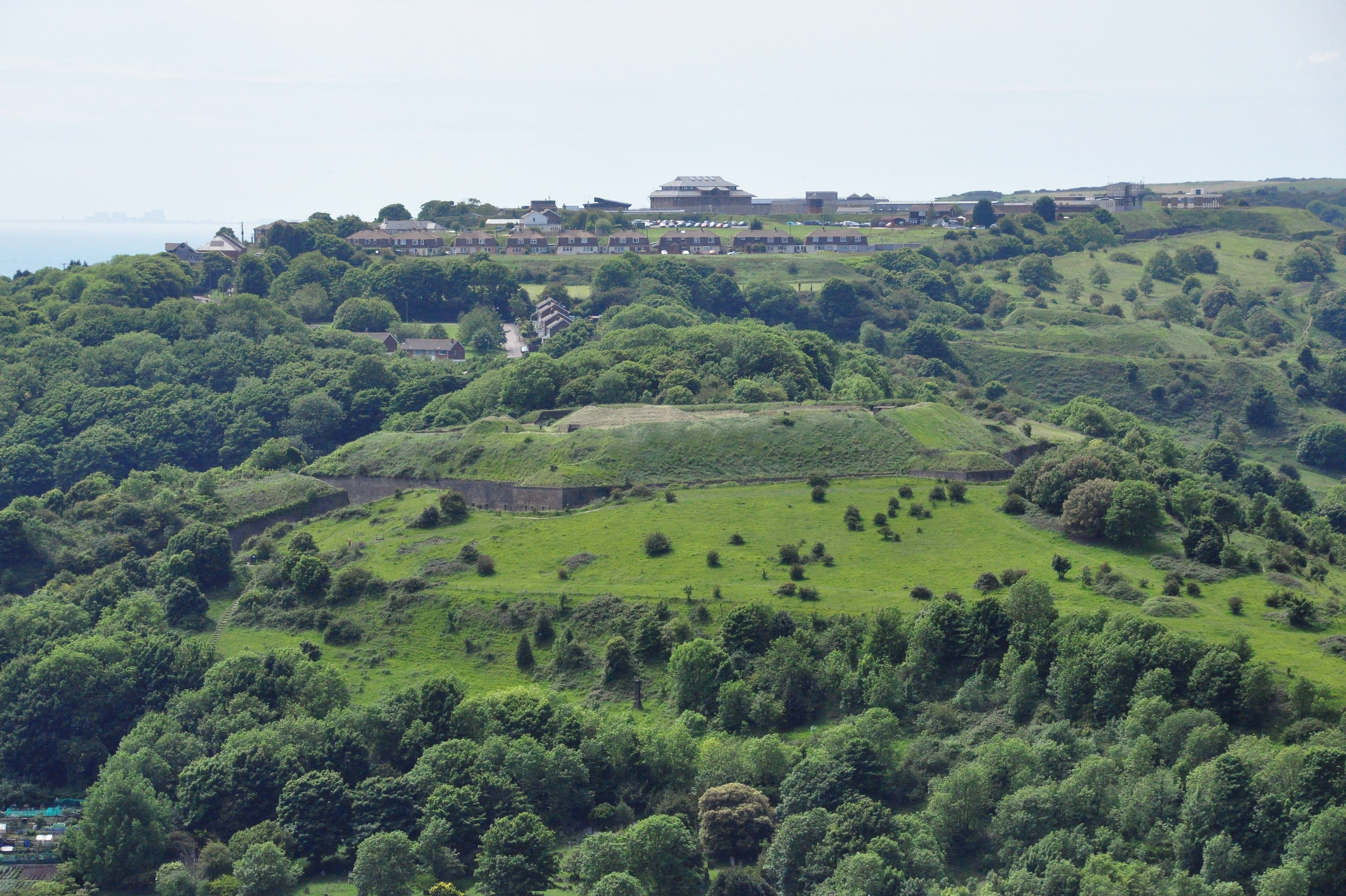
Ansicht der Western Heights von Dover Castle aus: The Drop Redoubt Vordergrund, die Zitadelle dahinter

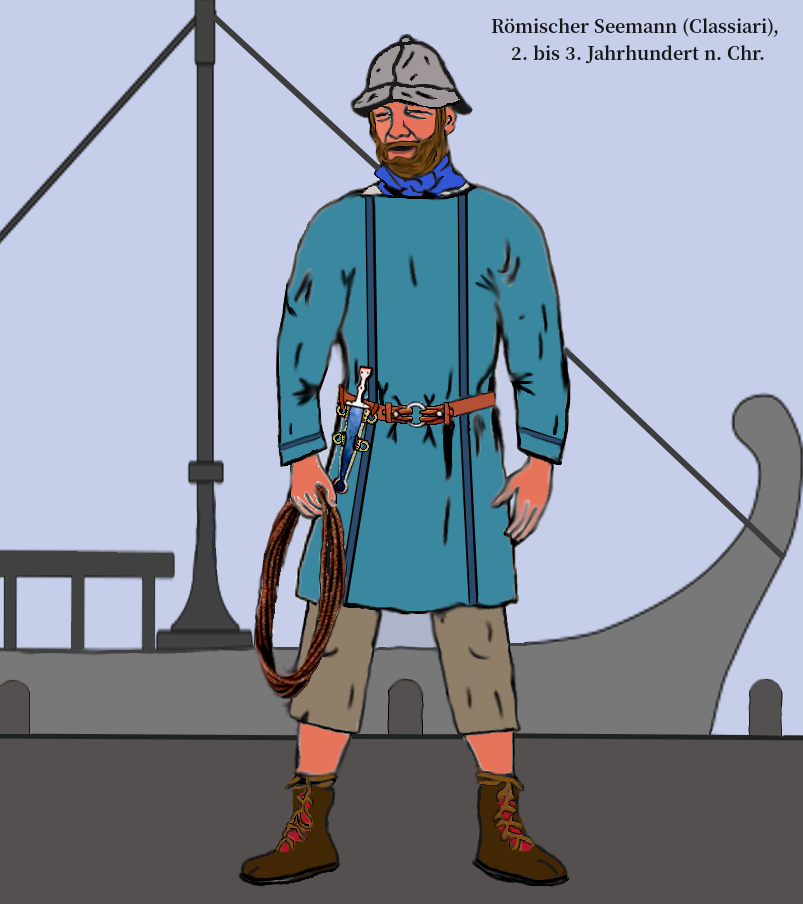
Classiari der CB (spätes 2. oder frühes 3. Jahrhundert n. Chr.)

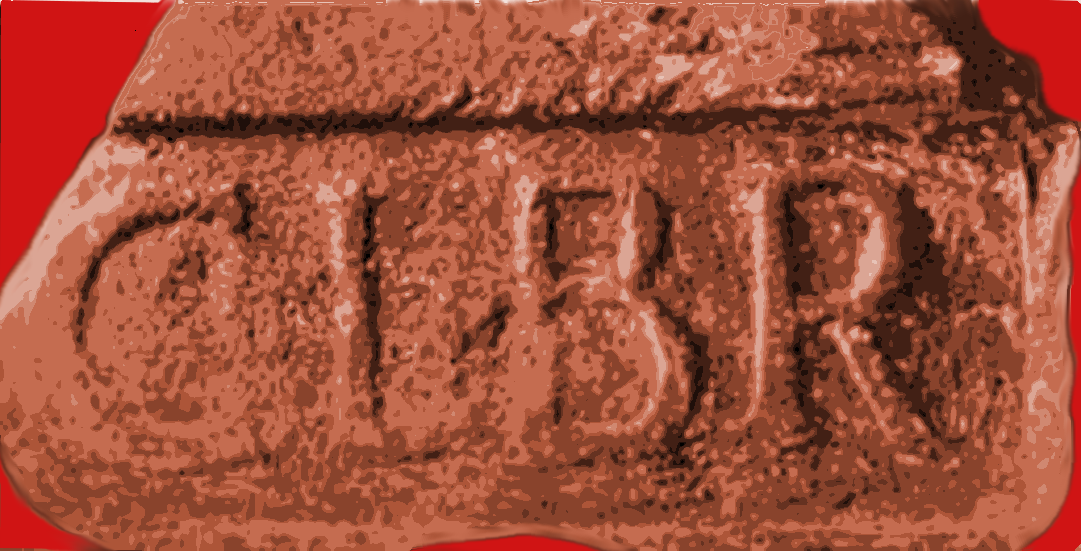
Ziegelstempel der Classis Britannica (Dover, Market Street)

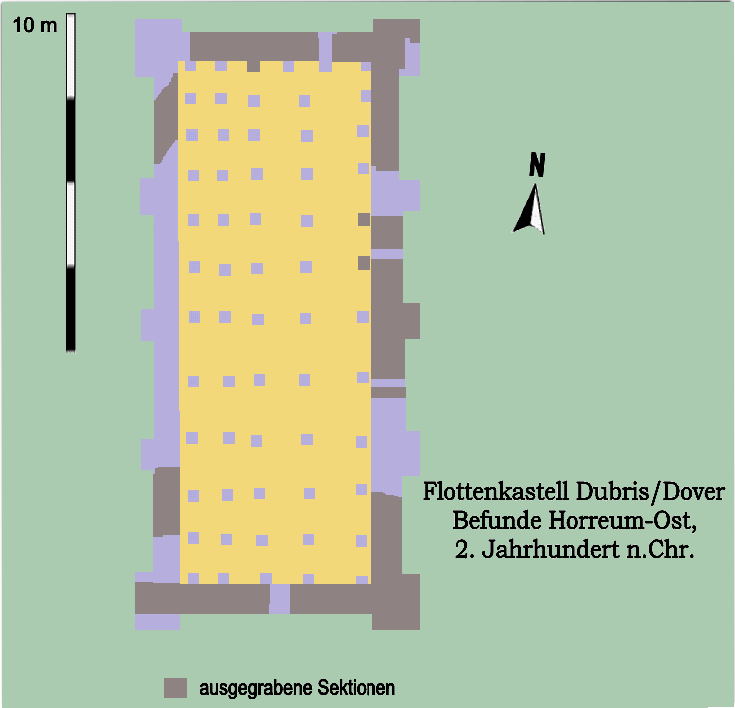
Befundskizze des Horreums-Ost

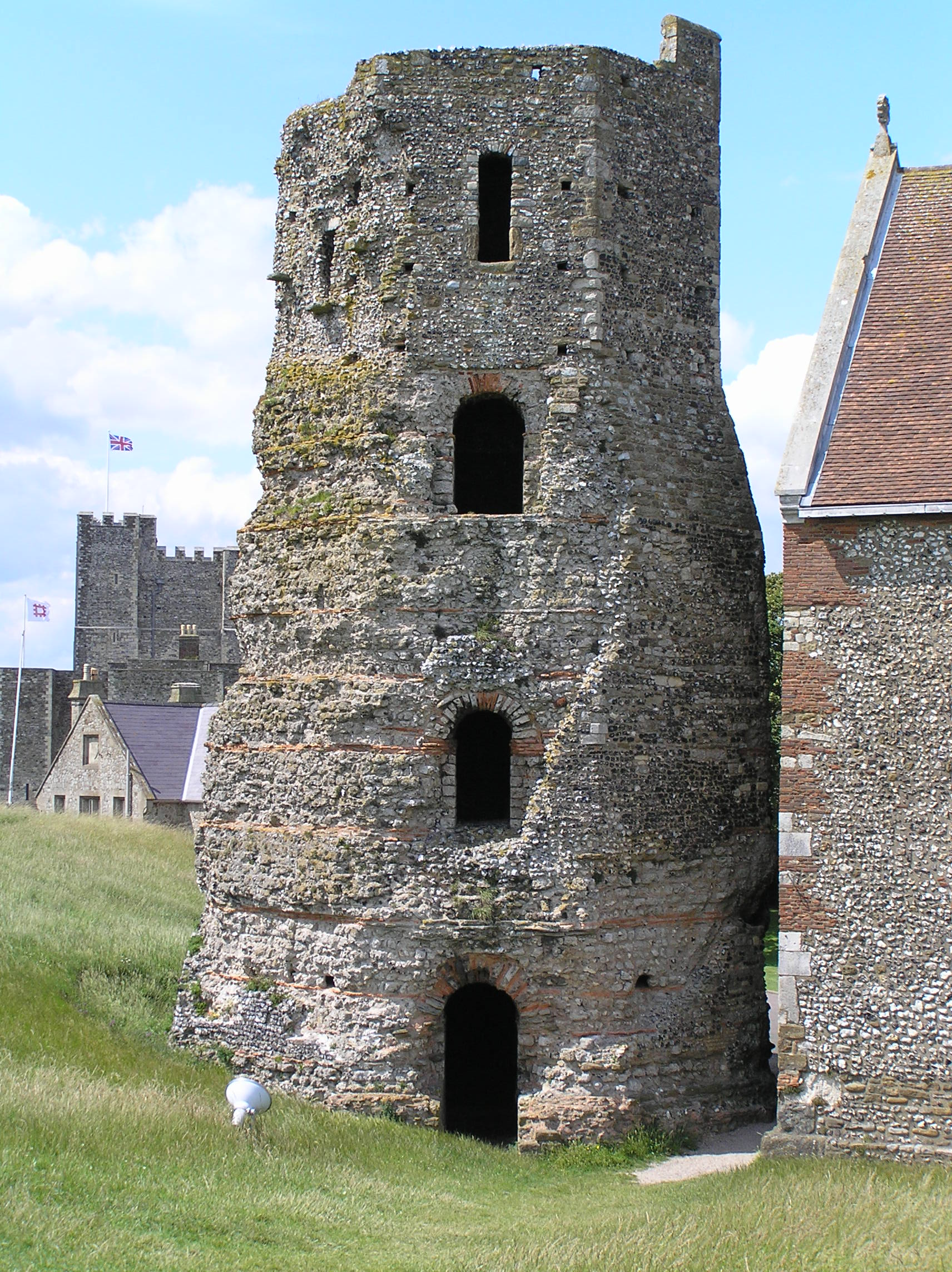
Ruine des östlichen Leuchtturms, Ansicht aus SO

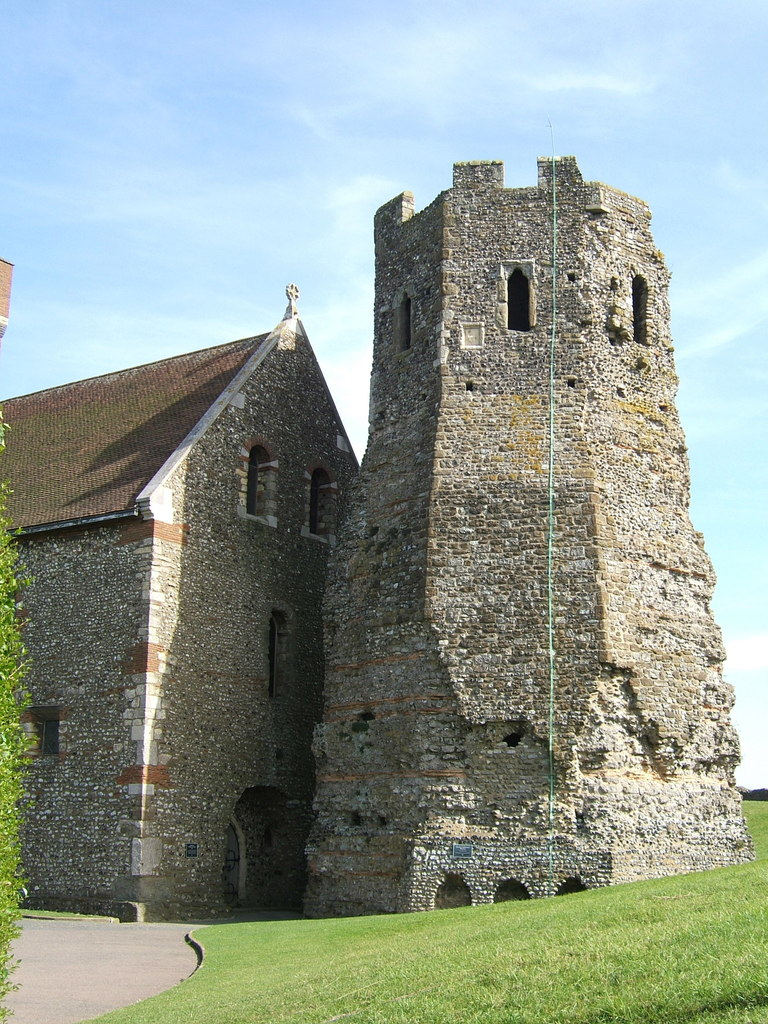
Feuerungsöffnungen an der NW-Seite

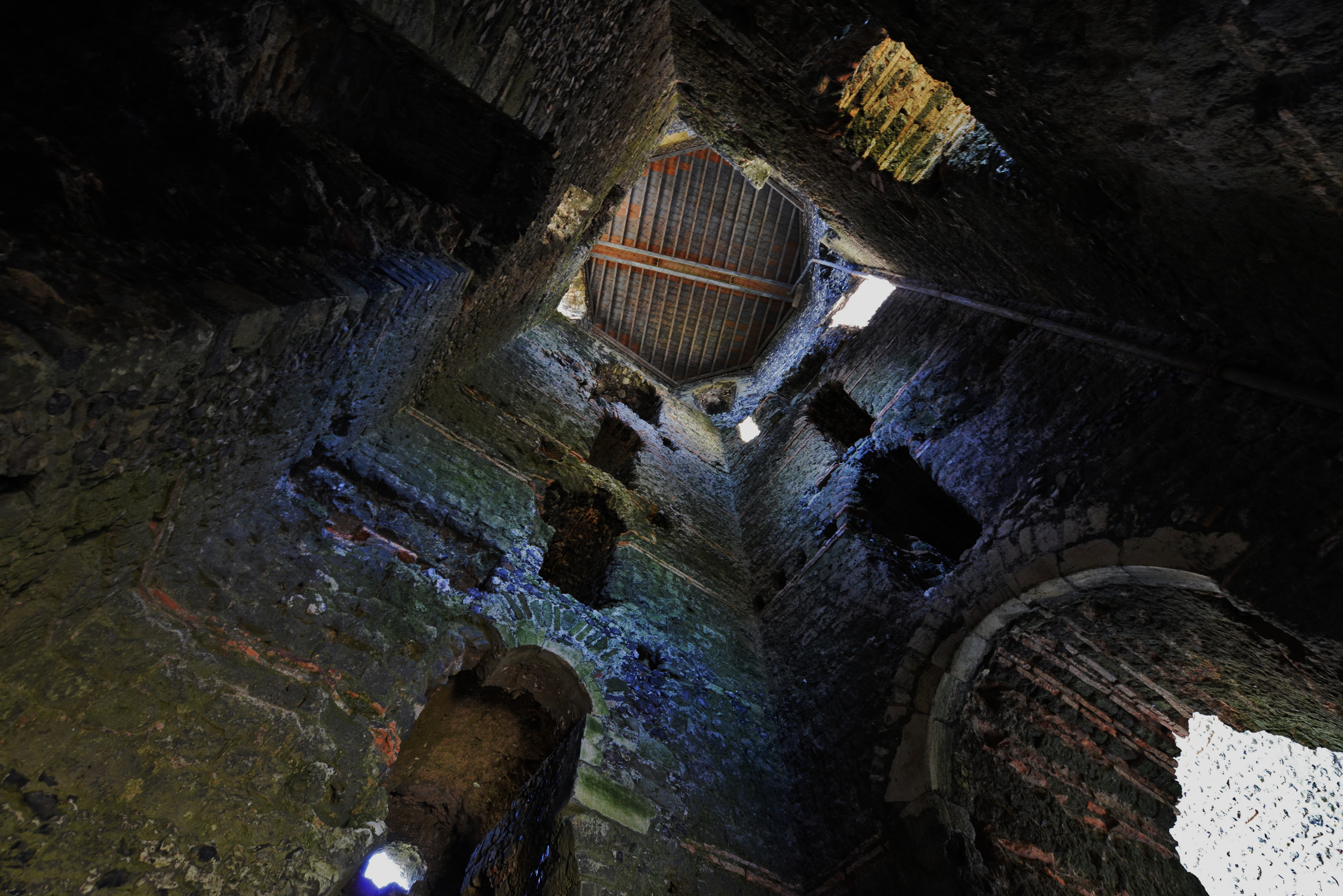
Innenansicht

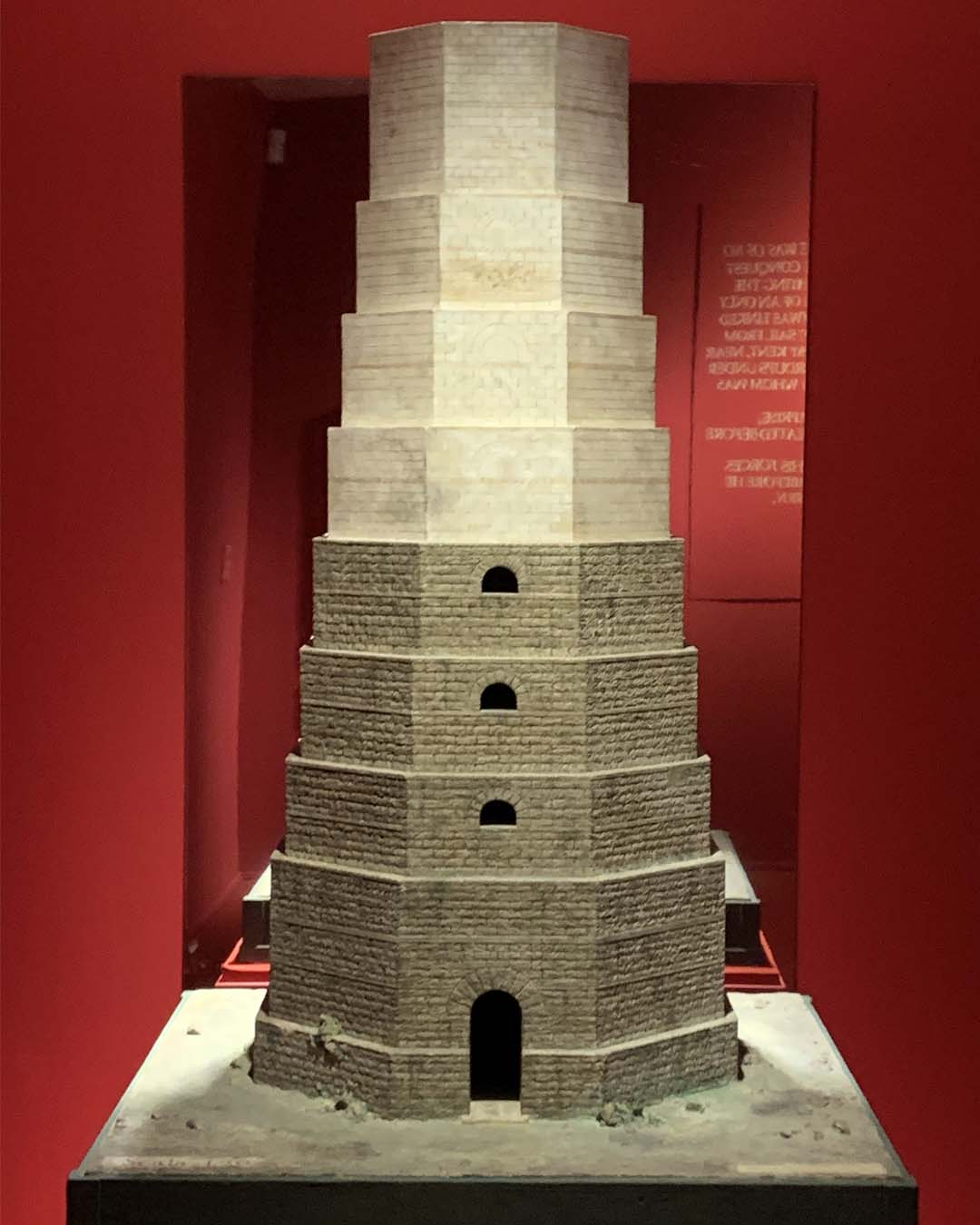
Modell des östlichen Leuchtturms im Dover Museum

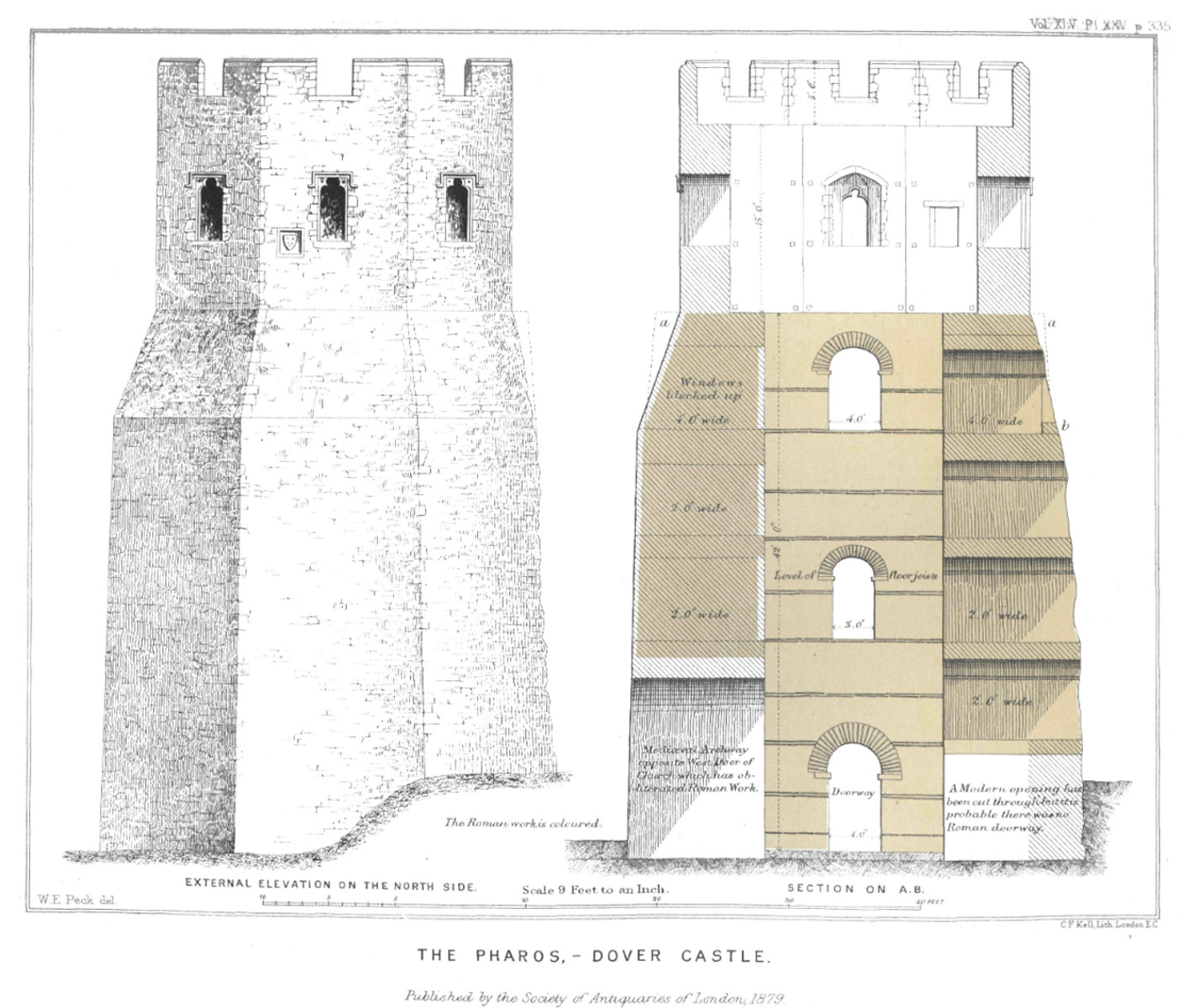
Aufrissplan aus dem 19. Jahrhundert

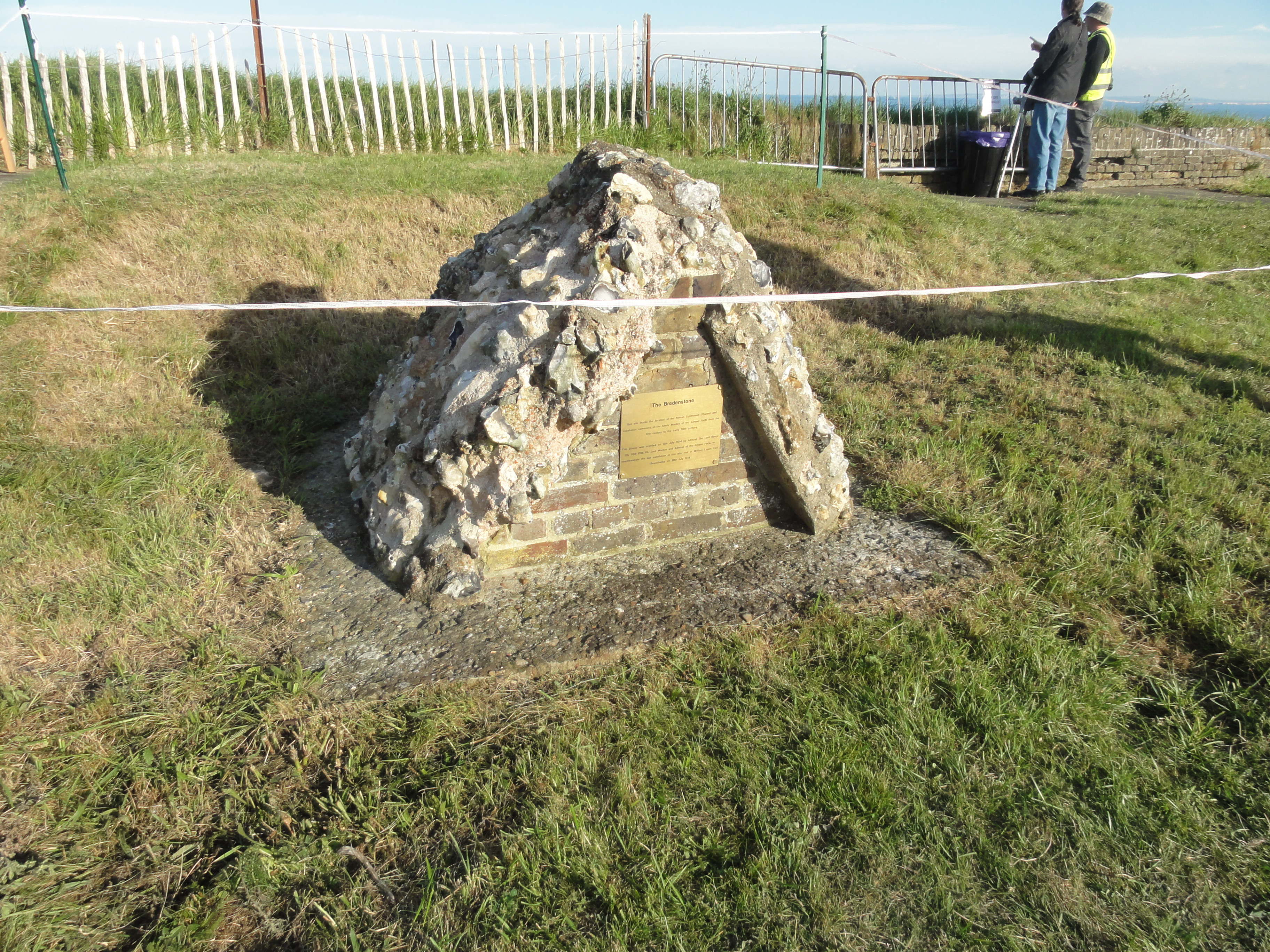
Bredenstone in der Drop Redoubt

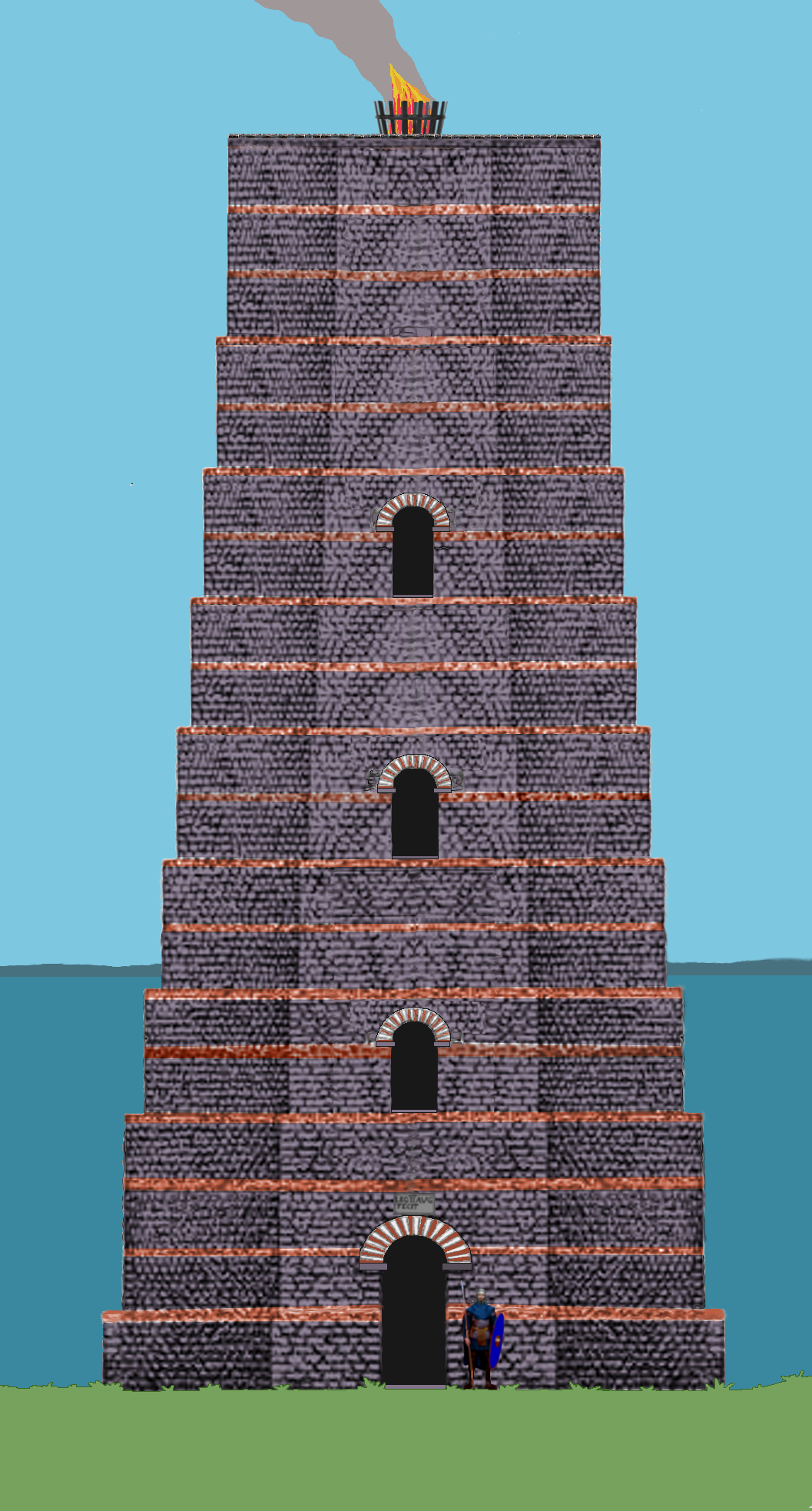
Rekonstruktionsversuch des westlichen Leuchtturms, Zustand im 4. Jahrhundert n. Chr.

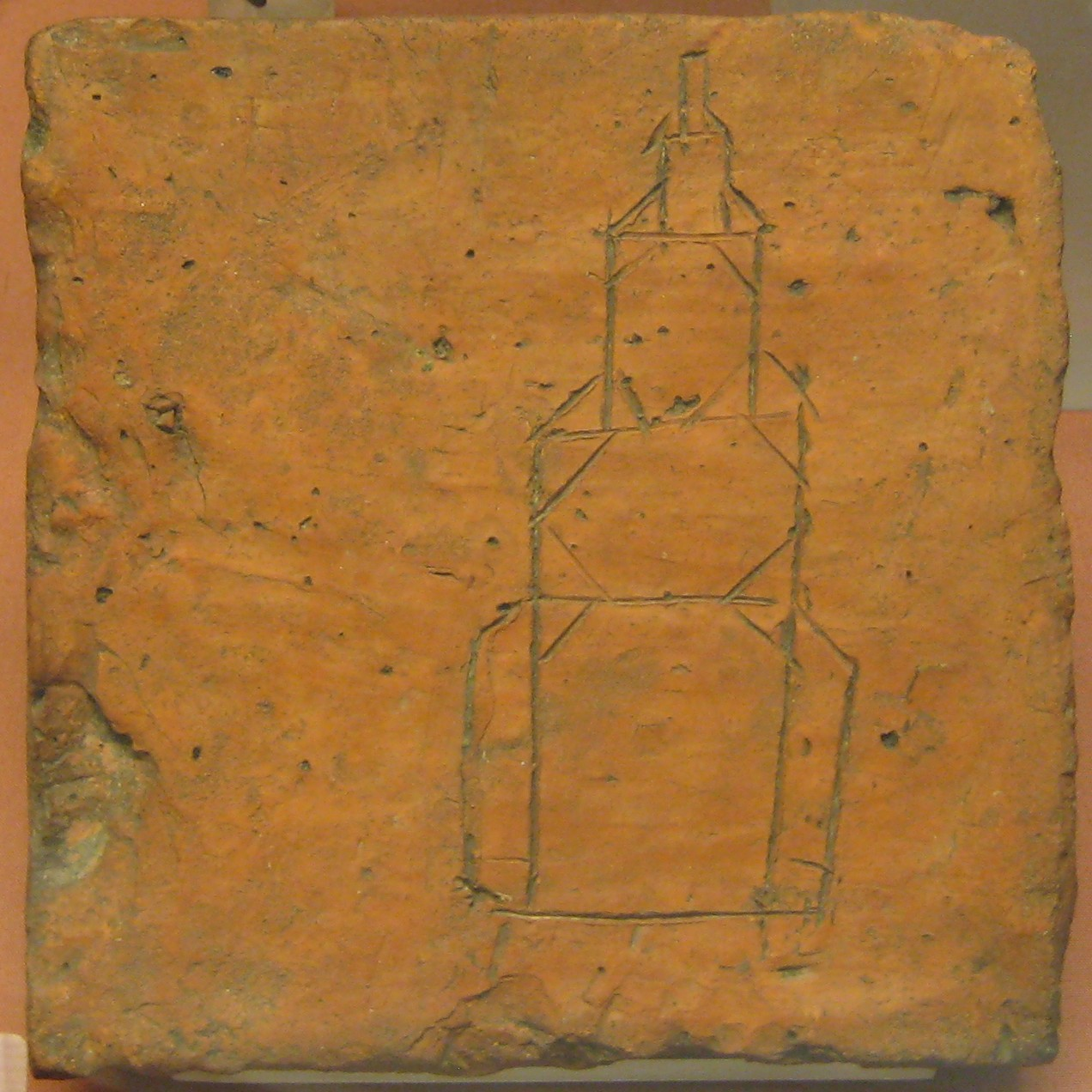
Römischer Ziegel mit der Ritzzeichnung eines Leuchtturmes (Dover?), British Museum

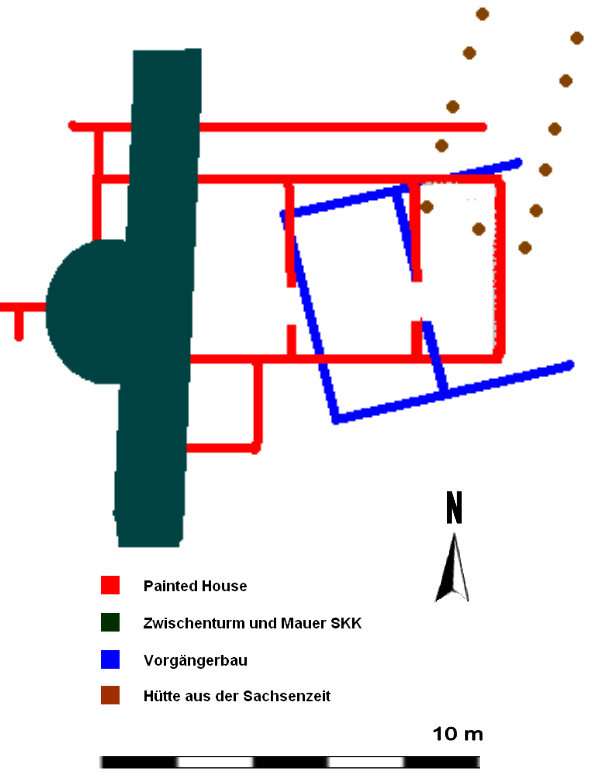
Befundplan des Painted House mit Zwischenturm und Mauer des Sachsenküstenkastells nach dem Bau des Kastells und des äußeren Verteidigungsgrabens im späten 3. Jahrhundert

Portus Dubris (Dubris) ist der Sammelbegriff für einen römischen Militärhafen, eine Zivilsiedlung und drei Kastellen auf dem Stadtgebiet von Dover, Grafschaft Kent, England.
In Dover kann die gesamte Geschichte des römischen Britannien nachverfolgt werden. Von den ersten Expeditionen Julius Caesars im Jahr 55 v. Chr. bis zum Abzug der letzten römischen Armee um 410 n. Chr. Dort finden sich auch einige der am besten erhaltenen römischen Überreste, von herausragenden archäologischen Mauerresten bis zum höchsten römischen Gebäude in Großbritannien. Portus Dubris besetzte eine Schlüsselstellung für die Überwachung des Schiffsverkehrs und war ein wichtiger Versorgungsstützpunkt der Classis Britannica auf der britischen Seite des Ärmelkanals. Es war auch eines der beiden Haupttore zum römischen Britannien, bzw. eine der bevorzugten Anlaufstellen und verband die Insel direkt mit dem Kriegshafen Gesoriacum (Boulogne-sur-Mer) an der gallischen Küste. Die römische Flotte kontrollierte von dort aus die Gewässer des Ärmelkanals und der Nordsee. Die Expansion der Zivilsiedlung setzte aber wohl erst im späten zweiten oder sogar erst im dritten Jahrhundert ein. Insbesondere die zahlreichen Münzfunde aus dem vierten Jahrhundert lassen auf stärkere Aktivitäten in dieser Zeit schließen, die wohl mit Etablierung einer Küstenverteidigungsorganisation zusammenfällt. Ab dem 3. Jahrhundert war Dubris Teil der Kastellkette des sogenannten Litus Saxonicum (Sachsenküste), ein Militärbezirk des spätantiken Limes Britannicus. Der Hafen verfügte über je einen Leuchtturm an der westlichen und östlichen Seite der Hafeneinfahrt. Der östliche ist noch gut erhalten, diente lange als Turm der Kirche St Mary in Castro und befindet sich heute innerhalb der mittelalterlichen Burganlage. Bis zum Ende der römischen Herrschaft blieb Dubris aber wohl ein reiner Militär- und Marinestützpunkt. Die Entwicklung von Dover zum bedeutenden Wirtschafts- und Reisehafen setzte erst im Mittelalter ein. Während viele Kanalhäfen des antiken Britannien im Laufe der Zeit durch Verlandung unbrauchbar wurden, konnte Dover bis heute seine Stellung bewahren.

## Name
Der antike Name bedeutet: „der Hafen am Dubras“. Dubras ist ein aus dem keltischen stammender Begriff (= das Wasser).
- Claudius Ptolemäus erwähnte es als Portus Novus.
- Im Itinerarium Antonini erscheint der Hafen als Ausgangspunkt der dritten Route (Iter III) in Britannien.[2]
- In der Notitia Dignitatum des 5. Jahrhunderts, in der
- Tabula Peutingeriana und im 7. Jahrhundert beim
- Geographen von Ravenna wird der Ort als Dubris erwähnt.[3]

In angelsächsischer Zeit war der Ort unter dem Namen Douvrae bekannt. In angelsächsischen Texten wird es auch als Dofras, Dobrum, Doferum und Doferan bezeichnet. Der Keltologe John Rhys schlug vor, dass Dover mit Dybrys, Dybyr und Dyfrau gleichzusetzen sein könnte, die im Llyfr Taliesin des walisischen Barden Taliesin erwähnt werden.

## Lage
Dubris stand an der Küste des Ärmelkanals (Straße von Dover), am Westufer der Mündung des Flusses Dour, und war 34 km von Cap Gris Nez, Calais, und 40 km von Boulogne-sur-Mer, beide im heutigen Frankreich gelegen, entfernt. Die Strecke Dubris-Gesoriacum war aufgrund ihrer geographischen Lage die kürzeste Verbindung zwischen dem europäischen Festland und der britischen Insel. Der Dour entspringt in den North Downs und hat im Laufe der Zeit ein tiefes Tal durch das weiche Kreidegestein geschnitten, an der Südküste, an den weltberühmten weißen Kreidefelsen mündet er schließlich in den Ärmelkanal. Die bis zu 100 m hohen Klippen ragen zu beiden Seiten des Flusstales auf, im Osten befindet sich der Burgberg (Castle Hill). Ihm gegenüber erheben sich mit einem etwas sanfteren Aufstieg die Western Heights. Das Meeresufer besteht aus einer Sand- und Kiesbank, die über lange Jahre von den Gezeiten des Kanals aufgeschüttet wurde, aber nie hoch genug, um die Flussmündung zu blockieren. Dahinter breitet sich eine Lagune aus, die bis zur großen Expansion der letzten Jahre den natürlichen Hafen für Dover bildete. Die Lagunenmündung öffnet sich jetzt unter der seewärts gelegenen Klippe der Western Heights. In früheren Tagen, bevor sich die Flusssedimente zu hoch angehäuft und den Dour immer weiter nach Westen verschoben hatte, lag die Lagunenmündung direkt unter dem Castle Hill, in der Nähe des heutigen Burlington Hotels. Die Flussmündung, die gut von den Hochtalseiten geschützt wird, bietet daher der Kanalschifffahrt bis heute einen sicheren Hafen. Dubris war auch eine der wenigen Stelle zwischen Walmer und Hythen, die den Schiffen eine problemlose Anlandung an den Klippen erlaubte.

## Straßenverbindungen
Neben dem Seeweg konnte Dubris auch über mehrere Straßen erreicht werden. Die von Canterbury ausgehende führte zunächst über die Anhöhen bei Barham, stieg dann in das Tal des Dour hinab und erreichte Dover über Buckland, Chariton und die Biggin Street. Die andere, ging von Rutupiae (Richborough) im Norden aus, verlief von Each End Richtung Süden zunächst durch eine Hügellandschaft und dürfte dann über den Charlton Cemetery und die Bridge Street in das Dourtal hinuntergeführt haben, wo sie schließlich nach 700 bis 800 Meter nördlich der Canterbury Straße die Römische Siedlung erreichte. Sie dürfte vorrangig militärischen Zwecken und dem Warentransport gedient haben. Die Canterbury Straße mit ihren steilen Gefällen und hohen Anstiegen war für Kaufleute und Reisende wesentlich beschwerlicher als die Route über Richborough. Die Route von Richborough und Dover nach Canterbury wird auch im Itinerarium Antonini (Iter III) des zweiten Jahrhunderts und die von Canterbury – Richborough – Dover – Lympne auf der Tabula Peutingeriana (4. Jahrhundert) angeführt. Rutupiae (Richborough) war zudem der Ausgangspunkt der Watling Street (angelsächsisch: Wæcelinga Stræt), einer römischen Straße nach Durovernum Cantiacorum (Canterbury) und Londinium (London). Sie war die erste große Fernstraße, die von den Römern in Britannien angelegt wurde. Von London aus führte sie über Verulamium (St. Albans), Durocobrivis (Dunstable), Lactodurum (Towcester) nach Viroconium (Wroxeter) im Norden, zweigte dann nach Wales und in die Metropole des Nordens, Eburacum (York) ab. Eine andere Straßen führte von Dover Richtung Süden nach Portus Lemanis (Lympne). Der Verlauf von kleineren Routen durch die Grafschaft Kent wurde aus der Lage von bekannten römischen und angelsächsischen Friedhöfen abgeleitet, die sich häufig an den Hauptstraßen und Siedlungsgrenzen konzentrierten.

## Forschungsgeschichte
Die römischen Überreste in Dover bestehen aus einigen Spuren der Zivilsiedlung neben dem Hafen, einigen Gräberfeldern und den Überresten von zwei Leuchttürmen auf den beiden Höhen, die das Tal überragen. Zwischen dem 18. und 20. Jahrhundert wurden im Stadtgebiet bei Bauarbeiten immer wieder die Reste von römischen Gebäuden (z. B. Badehaus, Ziegel der Classis Britannica) und im ehemaligen Hafenbecken die massive Steinmole und kleinere Anleger entdeckt. Der erste bekannte Ziegelstempel stammte aus Dover und wurde fälschlicherweise noch der Cohors I Britannica zugeschrieben. Als jedoch Mitte des 19. Jahrhunderts in Lympne weitere Exemplare gefunden wurden, wurden sie zu Recht als das Werk der Flotte anerkannt. Canon Puckle berichtete von der Auffindung großer Eisenringe, die zum Festmachen von Schiffen gedient hatten. Diese Befunde belegten die Existenz einer Zivilsiedlung und eines bedeutenden römischen Hafens. Das spätantike Kastell wurde erstmals im Jahr 1929 von Mortimer Wheeler untersucht und beschrieben. Eine Reihe von Nachgrabungen, um diese Identifizierung zu bestätigen, scheiterten jedoch. Eine detaillierte Analyse der bis dahin verfügbaren Befunde konnte erst Anfang der 1970er Jahre veröffentlicht werden. Die bisher umfangreichsten archäologischen Grabungen wurden von Brian Philp und der Kent Archaeological Rescue Unit ab 1970 vorgenommen. Sie erbrachten eine große Menge an Informationen über die Entwicklung des römischen Hafens, des Vicus (extramurale Siedlung) und der römischen Befestigungsanlagen in Dover, obwohl die Schichtenfolge sehr komplex ist und es in Dover noch viel zu entdecken gibt. Die Rettungsgrabungen erfolgten im Zuge der Errichtung einer Umgehungsstraße und der Sanierung der Stadtmitte. Dabei wurde im Stadtzentrum ein Gelände in der Größe von ca. acht Hektar untersucht. Das Grabungsareal war teilweise von über sieben Meter hohen Schwemmsand- und Erosionsablagerungen von den benachbarten westlichen Anhöhen (Western Heights) bedeckt. Das Jahr 1970 markierte auch den Beginn einer – mehr als 30 Jahre andauernden – Serie von Rettungsgrabungen der KARU, die zur Entdeckung einer weiteren Fülle von Baustrukturen aus römischer und angelsächsischer Zeit führten. Bis 2010 wurden vom Sachsenküstenkastell 200 m des Süd- und des Westwalles, sieben seiner Türme, der Wehrgraben, der innere Erdwall und einige Abschnitte des Innenbereiches erforscht.
Die ältesten Funde aus der Region um Dover stammen aus der Bronzezeit. 1974 waren es bronzene Äxte, die wahrscheinlich aus Gallien stammen, 1992 fand man die Reste eines etwa 17 m langen antiken Bootes. Beide Funde sind im Dover-Museum zu besichtigen. Zum römischen Fundspektrum gehören u. a. zwei Altäre, eine Statue, zwei Steinköpfe, Gewandfibeln und eine große Anzahl römischer Schmucksteine. Auf einem von ihnen war eine Gladiatorenszene dargestellt. Des Weiteren kamen Keramikscherben aus dem 2. Jahrhundert (Samian Ware), ein Ring aus der St.-Martins-Kirche mit einer Pferdedarstellung und dem Namen Heraclides, sowie Münzen von der Zeit des Nerva (96–98) bis Konstantin I. (306–337) ans Tageslicht.

## Entwicklung
Die Siedlungsspuren in Dover reichen fast 4000 Jahre zurück. Seine Nähe zum europäischen Kontinent war schon seit jeher von großer Bedeutung für Schiffspassagen über den Kanal. Die Entdeckung der Überreste eines bronzezeitlichen Bootes in den frühen Sedimenten des Dour und des Langdon-Wracks etwas außerhalb der Flussmündung unterstreichen die langwährende Bedeutung dieses Platzes für die Kanalschifffahrt. Während es Hinweise auf prähistorische Aktivitäten im Dour-Tal gibt, gibt es in der Eisenzeit erste Hinweise auf eine frühe Siedlung, die den Castle Hill und das heutige Stadtzentrum bedeckte. Man nimmt an, dass damals auf dem Festungsberg ein sog. Hillfort stand, aber dieses konnte archäologisch noch nicht nachgewiesen werden. Von dort aus wurden in großem Umfang Blei (Bristol), Kupfer (Devon), Gold (Wales) sowie Getreide und Vieh nach Gallien verschifft. Gaius Iulius Caesar versuchte im Sommer des Jahres 55 v. Chr. mit zwei Legionen bei Dubris zu landen, scheiterte jedoch, da die südbritischen Stämme auf den umliegenden Felsenklippen die ganze Masse ihrer Streitkräfte konzentriert hatten. Daraufhin landete die römische Expeditionsarmee an einem Strand an der Ostküste von Kent, von dem allgemein angenommen wird, dass er sich in der Nähe von Deal oder Walmer Castle befindet. Die Stadt Deal steht daher für den Ort des ersten schriftlich aufgezeichneten Großereignisses der britischen Historie.
43 n. Chr. wurde die Region um die Mündung des Dour (Dubras) durch die Invasionsarmee des Aulus Plautius besetzt. Dennoch fand man bei den Grabungen nur sehr selten Keramik und Münzen aus der Zeit vor dem Ende des ersten Jahrhunderts. Nach der römischen Invasion und der Gründung der neuen Provinz fasste Rom die Siedlungsgebiete der Cantiaci-Stämme zu einem eigenen Verwaltungsgebiet zusammen, die Civitas Cantiacorum, das sich um dessen Metropole Durovernum Cantiacorum (Canterbury) konzentrierte. Über die römischen Aktivitäten an der Dour-Mündung bis in der zweiten Hälfte des ersten Jahrhunderts ist ansonsten nur wenig bekannt. Wahrscheinlich wurde aber schon in der zweiten Hälfte des ersten Jahrhunderts am Westufer ein römischer Flottenstützpunkt errichtet. Der Anstoß für den Bau eines Kriegshafens in Dover war sicher der Hafen in Gesoriacum (Boulogne), der genau an der gegenüberliegenden Seite des Kanals lag und Hauptquartier der Classis Britannica war. Schon früh im 2. Jahrhundert, möglicherweise um 117 n. Chr., wurde am Westufer des Dour von der römischen Kanalflotte ein erstes Kastell gegründet. Portus Dubris zählte, neben Rutupiae (Richborough), zu den wichtigsten Hafenorten Britanniens, da sie am östlichen Ende des römischen Straßennetzes lagen, das sie mit der wichtigen Handelsmetropole Londinium (London) und den äußersten Norden und Westen der Insel verband. Die Classis Britannica unterhielt dort vermutlich ihre größte Basis auf der britischen Seite des Kanals. Zusammen mit Gesoriacum dienten beide wohl auch als Poststationen (Cursus publicus), die von der Flotte bedient wurden. Westlich von Portus Lemanis (Lympne) befanden sich zudem die Erzminen der South Downs, sie wurden wahrscheinlich von Dubris aus verwaltet.
Im späten 3. Jahrhundert (270) errichtete das römische Militär im Zuge des Ausbaues des Wash-Solent-Limes zum Schutz vor Überfällen der Angeln und Sachsen über dem ehemaligen Flottenlager ein neues Kastell. Zu dieser Zeit hatte die römische Armee ihre Taktik geändert. Die Festungen waren zwar meist viel kleiner dimensioniert als ihre Vorgänger, verfügten nun aber über wesentlich höhere und dickere Mauern, sowie stark befestigter Tore, damit die zahlenmäßig wesentlich kleineren Besatzungen einer Belagerung besser widerstehen konnten. Auch das neue Kastell in Dubris wurde nach diesen Richtlinien erbaut und etwas später unter die Autorität eines Comes gestellt, der alleine mit der Verteidigung der Kanalküste beauftragt war. Die Notitia Dignitatum, eine Staatsalmanach aus der Zeit um 395 n. Chr., listet neun Kastelle in seinem Befehlsbereich auf, einschließlich das in Dover. Es war wahrscheinlich bis zum Ende des römischen Britanniens im frühen fünften Jahrhundert n. Chr. von der regulären Armee besetzt. Bei der Erbauung des Sachsenküstenkastells nahm man zudem keinerlei Rücksicht mehr auf die älteren Strukturen, was annehmen lässt, dass es auf dem Areal zwischen dem Hafen und der spätantiken Festungsanlage keine Siedlungskontinuität gab. Auch die Einheiten der Classis Britannica wurden jetzt vor allem in den südlichen und östlichen Häfen der Insel stationiert. Ihre Patrouillen überwachten permanent den Oceanus Britannicus (Ärmelkanal), um Seeräuber rasch bekämpfen zu können, sie abzufangen und ihre Schiffe zu zerstören, sobald sie vor der Küste auftauchten. In dieser Zeit gab es verstärkte Bestrebungen nordeuropäischer Völkerverbände, auf die Insel zu gelangen, um dort entweder zu plündern oder sich auf Dauer anzusiedeln. Konnte man ihre Landung nicht verhindern, versuchte die Flotte den Plünderern durch Hinterhalte den Rückzug über das Meer abzuschneiden.
Nach Abzug der Römer um 410 machten der angewehte Sand und die Flusssedimente den Hafen und die Kais an der Festung allmählich unbrauchbar. Mit der Niederlage der Romano-Briten bei Aylesford 455 und 457 bei Crecganford fiel Dover zusammen mit Canterbury und Richborough schließlich in die Hände der Sachsen unter ihrem Kriegsherren Hengest. Er gründete das erste sächsische Königreich auf britischen Boden. In den nächsten 200 Jahren entstanden in Britannien sieben angelsächsische Königreiche. Dubris wurde zu Dorfa, später Dofris. Im 6. Jahrhundert etablierte sich eine sächsische Siedlung, Douvrae, innerhalb des Kastells und Eadbald, König von Kent (618–640), gründete ein Kloster "in der Burg von Dover". Mit dieser Burg des siebten Jahrhunderts kann nur die römische Festung gemeint sein, die damals wohl noch größtenteils erhalten war. Wenig später erbaute Wihtred, der König von Kent (670–725), dort ebenfalls ein Kloster und eine Kapelle. Sie war dem Heiligen Martin von Tours geweiht und stand an der Westseite des heutigen Marktplatzes. Nach der Schlacht bei Hastings 1066 brannten die Normannen Douvrae nieder. Herzog Wilhelm befahl danach, das Kloster und seine Kirche wieder aufzubauen. Es wird behauptet, dass St. Martin-le-Grand danach die prächtigste Kirche in England war. Im Domesday Book von 1086 scheint die Stadt als Dovere auf.

## Flottenkastell I und II
Das zweiphasige mittelkaiserzeitliche Kastell stand nahe der Küste, an den Abhängen der Western Heights und liegt heute größtenteils unter dem Stadtzentrum von Dover. Sein Areal erstreckte sich von der Nähe von Dowgate, der Princes Street und dem östlichen Teil der New Street im Westen bis zur Gaol Lane, der östlichen Hälfte des Marktplatzes und dem westlichen Teil der Stembrook Street im Osten, sowie vom St. Mary’s Kirchhof im Norden bis zu einer Linie nördlich der Queen Street im Süden. Von Ost nach West misst dieses Gebiet etwa 131 m und von Nord nach Süd etwa 167 m. Es umfasst daher fast 2,2 ha, was mit den 2 ha des Kastells in Richborough verglichen werden kann. Damit war es vermutlich auch einer der größten Stützpunkte der Classis Britannica auf der Insel. Es ist bislang die einzige römische Marinebasis in Großbritannien, die systematisch untersucht wurde. Die erste Bauphase (wahrscheinlich zwischen 110 und 117) blieb anscheinend unvollendet. Von ihr konnte die KARU im Jahr 1970 die Überreste der Kastellmauer und drei Kasernenblöcke freilegen. Ein zweites Kastell (am selben Standort, Größe 1,5 ha) ersetzte es zwischen 125 und 130 und war zunächst bis 155 belegt. In dieser Zeit wurden die Umfassungsmauer, ein Graben, zwei Tore, bis zu 14 Innengebäude, Lagerstraßen und eine Kanalisation errichtet. Das Kastell scheint danach wieder aufgegeben worden zu sein. Von 190 bis 208 wurde es noch einmal mit römischen Truppen belegt, danach aber endgültig dem Verfall preisgegeben oder abgetragen. Um 270 waren viele seiner Gebäude schon eingestürzt und mit einer Erdschicht bedeckt. Brian Philp, vermutet, dass der Grund für seine Aufgabe die Verlegung der Flotte in den Norden der Provinz war.
Zwei begrenzte Grabungskampagnen vermittelten einen ungefähren Eindruck vom Aussehen der Befestigungsanlage. Sie war mit Sicherheit – wie die meisten römischen Kastelle dieser Zeit – quadratisch mit abgerundeten Ecken, da am Süd- und Westwall jeweils ein Winkel von 90 Grad beobachtet werden konnte. Die Lagermauer war von vier Toren durchbrochen, Nord- und Südtor waren leicht nach Osten verschoben. Von der Umwehrung ist die Lage des Nordtores (beim Discovery Centre) bekannt. Es verfügte über zwei Durchfahrten und war von zwei rechteckigen, innen angesetzten Türmen flankiert. Das Osttor wurde von zwei hufeisenförmigen Türmen gesichert deren Fronten über die Lagermauer vorkragten. Ecktürme scheinen keine vorhanden gewesen sein. Im Innenbereich fanden sich die Reste von mindestens 14 Gebäuden, sie umfassten die Principia mit Verwaltungsbüros (Officia), zehn Kasernen mit je acht Kontubernien, zwei Getreidespeicher (horreum) und eine Latrine. Einige der Mauerzüge standen bei ihrer Freilegung noch bis zu drei Meter hoch. Es handelte sich um die am besten erhaltenen römischen Militärgebäude im südlichen Britannien. Bei den Grabungen konnten auch etwa 800 Ziegelstempel der Classis Britannica geborgen werden. Obwohl es sehr groß war, diente es dennoch nicht als um die Hauptbasis der britischen Flotte, von der angenommen wird, dass sie sich in Boulogne befand, aber es war sicherlich eine wichtige Versorgungsbasis, die wahrscheinlich die in Richborough ersetzen sollte.

## Sachsenküstenkastell
Anstatt wieder – wie zur mittleren Kaiserzeit üblich – ein nur schwach befestigtes Kastell zu errichten, von dem aus die Besatzung bei Angriffen ausmarschierte um sich dem Feind im offenen Kampf zu stellen, schwenkte man im 3. Jahrhundert auf eine Defensivstrategie um und stattete die neuen Festungen mit wesentlich dickeren Mauern und schmaleren Toren aus. So konnten die nun zahlenmäßig viel kleineren Garnisonen einer längeren Belagerung standhalten. Auch das spätrömische Kastell von Dover wurde nach diesen Gesichtspunkten wieder aufgebaut. Dieses zwischen 250 und 270 n. Chr. entstandene, mehrphasige und fünf Hektar große Lager befand sich wiederum am Westufer der Dourmündung. Es stand teilweise auf dem Areal des Flottenkastells (NO-Ecke), den östlichen Teil des ursprünglichen Ufersaums, des Badehauses und der Mansio (Painted House). Die leicht nach Nordwesten verzogene, trapezförmige Anlage bestand aus einer massiven Steinmauer mit halbrunden, weit vor die Mauer vorkragenden Bastionen. Der Grundriss erinnert stark an jenen von Kastell Burgh Castle und spiegelt die Asymmetrie vieler der Sachsenküstenkastelle wider. Bislang wurden nur die südwestliche Ecke und Teile der Süd- und Westmauer ergraben. Einzelne Abschnitte des Mauerwerks wurden auch bei früheren Bauarbeiten freigelegt. Dabei konnten vier der Türme genauer untersucht werden. Wann es von der römischen Armee aufgegeben wurde, ist unklar. Es ist sehr wahrscheinlich, dass es ab dem 6. Jahrhundert von Angelsachsen besetzt wurde, die darin eine Siedlung gründeten. Heute liegt ein Großteil des Kastells unter der York Street und den Grundstücken östlich der Straße. Ein kleiner Abschnitt der Südmauer wurde konserviert und als Bodendenkmal unter Schutz gestellt. Auf dem Gelände des Dover Discovery Centers kann auch eine der Bastionen (mit eingeschränkter Zugangsmöglichkeit) besichtigt werden.

### Umwehrung und Graben
Bei der Ausgrabung präsentierten sich einzelne Abschnitte der Mauer noch in einem relativ guten Erhaltungszustand. Die ausgegrabenen Abschnitte waren bis zu einer Höhe von 3 m erhalten. Es konnten auch mehrere Ausbauphasen unterschieden werden. Sie wurden hauptsächlich aus Kalk- und Tuffstein erbaut, der wahrscheinlich größtenteils aus dem Abbruchmaterial des Flottenkastells stammt, einschließlich eines Statuenkopfes aus dem späten zweiten oder frühen dritten Jahrhundert. Ein sieben Meter langer Abschnitt der Westmauer durchschnitt die Räume 3 und 4 der Mansio aus dem 2. Jahrhundert (Painted House). Beim Bau der Kastellmauer wurde hauptsächlich lokal verfügbares Steinmaterial verwendet. Ihre Breite liegt zwischen 2,3 und 2,6 Metern. Sie wurde zusätzlich durch eine innere Erdrampe (Intervallum) abgestützt und verstärkt, die zugleich als Wehrgang diente. Die äußere Verschalung setzte sich aus zugehauenen Tuffsteinquadern, die Innenfüllung meist aus nur grob zugerichteten Kreidekalkblöcken zusammen. Ihr Fundament bestand aus einem vermörtelten Bruchstein-Ziegelkonglomerat. Letztere stammten aus abgerissenen Vorgängerbauten in der näheren Umgebung. Auch der Mauerkern enthielt viel wiederverwendetes Material. Abgesehen von einer geringfügigen Abstufung im Fundament an der Außenseite konnte man ansonsten keine weiteren Besonderheiten feststellen.
Etwa fünf Meter vor der Mauer (Süd- und Westseite) verlief als Annäherungshindernis ein 7,5 m breiter, V-förmiger Wehrgraben, der am Haupttor (Nordmauer) von einer Brücke überspannt wurde.

### Türme
Insgesamt konnten bisher in Abständen von 23 bis 30 Metern sechs halbrunde Türme oder Bastionen lokalisiert werden. Dabei wurden zwei Bautypen identifiziert. Einige waren in die Mauer integriert, andere offensichtlich erst nachträglich angebaut worden; möglicherweise deshalb, da ansonsten die Abstände dazwischen viel zu groß gewesen wären. Einer davon stand auf den Überresten der frühkaiserzeitlichen Mansio (Räume 5 und 6), sein Mauerwerk war bei der Freilegung noch vier bis sechs Meter hoch erhalten. Auch in der Zusammensetzung des Baumaterials konnten erhebliche Unterschiede festgestellt werden. Die zeitgleich mit der Mauer entstandenen Turmbauten bestehen aus Kalk- und Tuffstein. Die später hinzugefügten Exemplare wurden aus Flintbruchstein errichtet und waren an ihrer Außenseite mit Ziegelbändern versehen.

### Innenbebauung
Bislang ist nur wenig von der internen Bebauung bekannt. Im Kastell wurden die Reste von 11, in spätrömischer Zeit errichteten, Holzgebäuden mit kreisförmigen, quadratischen und ovalen Grundrissen sowie Grubenhäuser, Öfen und Gruben entdeckt. Die Therme des Vicus aus dem 2. Jahrhundert wurde in das Sachsenküstenkastell integriert, umgebaut und weiterverwendet. Man fand gut erhaltene Reste eines großen Ofens und eine Reihe von Räumen mit Hypokaustenheizung und Wasserbecken. Die Räume waren alle um einen großen Innenhof gruppiert. Die Südwest-Ecke des Kastells war aufgeschüttet, danach planiert und mit kleineren, ovalen, Hütten und Holzständerbauten bebaut worden.
Die Innenbebauung der angelsächsischen Zeit bestand hauptsächlich aus Grubenhäusern in Holzbauweise mit Lehmböden in verschiedenen Größen. Insgesamt konnten Spuren von rund 18 hölzernen Gebäuden bzw. ihre verkohlten Wandplanken in situ gefunden werden. Sie lieferten neue Erkenntnisse über die Bauweise im 7. Jahrhundert. Darüber hinaus gab es Anzeichen für einen größeren Hallenbau mit Steinboden und eine gepflasterten Straße, die vom 7. bis zum 10. Jahrhundert benutzt wurde.

#### Weberei
Während der Ausgrabung im Raum 1 der Mansio wurden auch Reste eines etwa 7 m × 4 m großen, hölzernen Grubenhauses aus der angelsächsischen Periode (ca. 800 n. Chr.) entdeckt, das durch einen Brand zerstört worden war. Es handelte sich um eine einfache, aus Brettern und Pfosten zusammengezimmerte Hütte, typisch für angelsächsische Häuser des 5. bis 8. Jahrhunderts. In dem Gebäude war wohl die Werkstatt eines Webers untergebracht. Bei der Ausgrabung wurden fast 200 runde Ton- und Webgewichte geborgen.

## Garnison
Folgende Einheiten stellten entweder die Besatzung des Kastells oder könnten sich für eine begrenzte Zeit dort aufgehalten haben:
| Zeitstellung                  | Truppenname                                  | Beschreibung |
| ----------------------------- | -------------------------------------------- | --- |
| 2. bis 3. Jahrhundert n. Chr. | Classis Britannica (Britische Flotte)        | Die Besatzung des Flottenkastells I und II bestand aus Marineangehörigen die mit ihren Schiffen die britische Küste, die Nordsee und vor allem den Ärmelkanal überwachen sollte. Im frühen 3. Jahrhundert wurde möglicherweise ein Großteil der Flotte aus Dubris abgezogen und auf die umliegenden Sachsenküstenkastelle verteilt. Das spätrömische Küstenkastell war auch Teil des am Ende des 3. Jahrhunderts stark erweiterten Küstenverteidigungssystems. Ob die Flotte aber zu diesem Zeitpunkt noch in der herkömmlichen Organisationsstruktur existierte ist unsicher. |
| 4. bis 5. Jahrhundert n. Chr. | Militum Tungrecanorum (Soldaten der Tungrer) | Das Sachsenküstenkastell in Dubris wurde am Ende des 4. Jahrhunderts von einem Praepositus – laut der Notitia Dignitatum – „Kommandeur der Soldaten der Tungrecani in Dubris“ befehligt. Dieser stand wiederum unter dem Oberbefehl des Comes litoris Saxonici per Britanniam (Graf der Sachsenküste in Britannien). |

## Hafen
Der aufgrund der natürlichen Gegebenheiten gut geschützte Hafen wurde um das Jahr 50 an der Mündung des Dour gegründet. Er war anfangs relativ klein dimensioniert und bestand aus einem hölzernen Kai, dem Flottenkastell I und einer Herberge (Mansio). Das antike Hafenbecken war vermutlich aber zu keiner Zeit sehr tief oder geräumig, es war jedoch von den umliegenden Hügeln gut vor den manchmal sehr heftig wehenden Nord- und Westwinden abgeschirmt und konnte deshalb ohne Angst vor sich rasch bildenden Sandbänken angefahren werden. Der Mündungstrichter des Dour war damals noch 3,4 km breit, der Tidenhub betrug bis zu drei Meter. Zum Schutz vor den Gezeiten wurde er später von einer massiven, von Ost nach West verlaufenden Mole gesperrt die wahrscheinlich aber die Sedimentation der Flussmündung erheblich beschleunigte. Die Schiffe machten an Anlegern fest, die sich am Westufer des Flusses aufreihten. Man schätzt, dass im Kriegshafen ein Geschwader von zehn Schiffen lag (2. Jahrhundert). Mehr Mannschaften hätten im Kastell auch nicht untergebracht werden können. Die im Laufe der Zeit zunehmende Aufschüttung der Flussmündung zur Landgewinnung veranschaulichten die Expansion der römischen Zivilsiedlung in Richtung Osten. Auf den Klippen, die die beiden Seiten der Flussmündung flankieren, wurden zusätzlich zwei Leuchttürme errichtet, um einlaufende Schiffe sicher in den Hafen zu führen, wahrscheinlich dienten sie auch als Wacht- und Beobachtungsposten. Das römische Dover war sicher immer ein nützlicher Orientierungspunkt für die Kanalschifffahrt und möglicherweise auch ein wichtiger Kriegshafen. Aber der römische Handelsschiffsverkehr, konzentrierte sich auf gallischer Seite wohl eher an der Rheinmündung als bei Boulogne.

### Leuchttürme
Der östliche Pharos in Dover ist nicht nur das höchste antike Gebäude in England, sondern auch einer von nur drei römischen Leuchttürmen, die bis heute oberirdisch erhalten geblieben sind. Die anderen beiden befinden sich in Leptis Magna in Libyen und La Coruña in Spanien. Wohl schon bald nach ihrer Landung in Britannien (43 n. Chr.) errichteten die Römer in Dubris einen Leuchtturm (Pharos). Er wurde wahrscheinlich von Soldaten aus dem Flottenkastell betrieben. Dieser und der spätere zweite Turm standen auf den beiden – das Hafenbecken flankierenden – Hügeln (Eastern Heights und Western Heights) über der – damals noch wesentlich breiteren – Flussmündung. Der östliche Leuchtturm steht auf dem Areal von Dover Castle (Eastern high point), auf dem höchsten Teil des Burgbergs und innerhalb des äußeren Mauerrings der mittelalterlichen Burganlage. Dieser Standort war für seine Zwecke hervorragend geeignet denn diese Position befindet sich etwa 300 Meter über dem Meeresspiegel, die Nebelbänke in Dover bedecken aber meistens nur den unteren Rand des Dour-Tales und lassen die umliegenden Höhen frei. Man nimmt an, dass das Feuer des Pharos in Dover, mit Berücksichtigung der Erdkrümmung, bis zu einer Entfernung von etwa 41 km vom Meeresspiegel aus sichtbar gewesen sein muss (die Strecke von Dover nach Boulogne beträgt 48 km). Durch die beiden britischen Leuchttürme, zusammen mit dem angeblich schon unter Caligula errichteten Tour d'Odre in Gesoriacum (Boulogne-sur-Mer), wurde die Navigation auf See daher wesentlich erleichtert. Die beim Bau verwendeten Ziegel der Classis Britannica waren von derselben Beschaffenheit wie die der Mansio und des Flottenkastells. Die Gebäude dürften also alle zur selben Zeit entstanden sein. Ein früherer Zeitpunkt für die Errichtung seines Gegenstücks in Dover ist daher unwahrscheinlich.

#### Ostturm
Der Pharos von Dover hat im Laufe seiner langen Geschichte viele bauliche Veränderungen erfahren – in angelsächsischer Zeit – wahrscheinlich – ein Kirchturm, später ein Wachturm, danach ein Glockenturm mit einem Geläut aus fünf Glocken und für eine Weile auch ein Schießpulverlager, dessen Mauerwerk immer wieder ausgebessert oder ergänzt wurde. Weiters stellt sich die Frage, ob in römischer Zeit neben ihn noch andere Gebäuden standen. Angeblich wurden Spuren von Fundamenten in der Nähe beobachtet, die Marienkirche, die unmittelbar östlich des Turms liegt, ist aber gesichert angelsächsischen Ursprungs.
Nach heutigem Stand der Forschung sind nur die ersten vier römischen Stockwerke erhalten geblieben, wenn auch in einem stark verwitterten und veränderten Zustand. Die restlichen 5,8 Meter stammen vom mittelalterlichen Glockenturm. Der äußere Grundriss ist achteckig. Seine ursprünglich acht Etagen verjüngten sich stufenförmig nach oben und gaben der Struktur damit ein annähernd teleskopartiges oder kegelförmiges Aussehen. Der Innenraum ist im Gegensatz dazu quadratisch. Auch andere römische Leuchttürme wurden auf diese Weise auf Skulpturen, Kunstwerken, Münzen und Graffiti dargestellt. Der – mutmaßliche – Umriss eines Pharos wurde auf einer römischen Ziegelplatte eingraviert die heute in der Sammlung des British Museum (London) zu sehen ist. Heute sind nur mehr vier Stockwerke erhalten, ihre Außenseiten sind stark verwittert, eine Folge der exponierten Lage des Turms. Das Bauwerk ist an der Basis zwölf Meter breit und erreicht heute noch eine Höhe von 15,8 m. Die römische Bausubstanz blieb ist bis zu einer Höhe von 12,5 m erhalten. Seine ursprüngliche Höhe dürfte um die 25 m betragen haben. Der Mauerkern besteht aus mit weißen Mörtel gebundenen Bruchstein und einer Verblendung aus Sand- und Tuffstein. Die originale Steinverblendung wurde im Laufe der Zeit mehrfach erneuert, sie ist daher heute fast vollständig verschwunden, sie blieb nur am östlichen Fenster des dritten Stockwerks erhalten. Die Mauern sind bis zu vier Meter dick. Sie bestehen aus Feuerstein, Ziegeln und Tuffstein. Fenster und Eingangstor sind gewölbt, in den Bögen wurde abwechselnd Tuffstein und Ziegel vermauert, um so einen polychromen Effekt zu erzeugen. Die 5,8 m hohe Turmkrone stammt zur Gänze aus dem 15. Jahrhundert. Der mittelalterliche Glockenturmaufbau ist fast senkrecht – seine Ausrichtung unterscheidet sich deutlich von der der im Winkel viel schräger ausgeführten römischen Mauersubstanz. An der Basis des Turms befindet sich ein vertikaler Sockel aus Kentish ragstone, darüber wurde gemörtelter Feuerstein, der mit Tuffsteinblöcken (aus einer Sedimentablagerung im Dour-Tal stammend) und Schichten grünlichem Sandstein vermischt ist, verwendet. Diese werden in regelmäßigen Abständen von sieben Reihen mit doppelten (selten einfachen oder dreifachen) orange-rote Ziegelbändern unterbrochen, die an der Basis jede Stufe oder Ebene des Turms kennzeichnet. Die Stufenbögen bestehen ebenfalls aus Ziegeln. Das Innere ist im Wesentlichen ein 4,2 Quadratmeter großer Hohlraum, in dem fünf römische Stockwerke oder Ebenen nachweisbar sind. Jede hatte ursprünglich einen hölzernen Zwischenboden und vielleicht auch einen umlaufenden Balkon. Jedes Stockwerk verfügte über drei oder vier Bogenfenster, die in ihrer Breite im Erdgeschoss von 0,6 m und bis 1,2 m in den oberen Stockwerken variieren. Ein erwähnenswertes Merkmal bei einigen dieser Fenster ist, dass ihre ursprüngliche Öffnung später auf ein kleines Spähloch oder Schießscharte reduziert wurde – ein schönes Beispiel dafür ist auf der vierten Ebene erhalten geblieben. Auf jeder Ebene gab es zudem eine komplexe Anordnung von internen Mauerschlitzen und -löchern. In einige von ihnen waren möglicherweise Stützbalken verankert, die die Zwischenböden und Leitern getragen haben. Vermutlich brannte im obersten Stockwerk ein Feuer in einer eiseŕnen Schale bzw. Korb deren Lichtschein evtl. auch durch polierte Metallplatten verstärkt werden konnte. Aber von alledem gibt es heute keine verwertbaren Spuren mehr, außer vielleicht in der Größe der erhaltenen obersten Fenster. Bei Nacht leitete der Feuerschein, am Tag die Rauchsäule die Schiffe in den Hafen.
Die Kirche Saint Marys in Castro wurde Ende des 10. oder Anfang des 11. Jahrhunderts erbaut. Der früheste Hinweis auf ihre Glocken scheint 1252 auf, als in Canterbury drei Stück gegossen wurden, die im Leuchtturm aufgehängt werden sollten. Im Jahr 1345 wurden zwei neue Exemplare angeschafft, wie aus alten Rechnungsbüchern hervorgeht. Die Kirchenmauern enthalten eine große Menge wiederverwendete römische Ziegel, auch der Bogen einer Tür in der Westwand der Kirche wurde mit ziemlicher Sicherheit aus Ziegeln eines der Fenster des Pharos erbaut. Man glaubt, dass er im Jahr 1259 umfassend repariert und zusätzlich mit einer neuen Lage aus Feuerstein ummantelt wurde. Vermutlich im Auftrag von Richard de Codnore, Constable von Dover Castle. Sein Wappen ist an der Nordseite des Pharos eingelassen. Das oberste Stockwerk des Glockenturms wurde zwischen 1426 und 1436 von Humphrey, Herzog von Gloucester, in Auftrag gegeben. Die fünf Fenster stammten aus einer Werkstatt des nahe gelegenen Folkestone. Drei der Glocken wurden zwischen 1542 und 1543 verkauft. Als Teil eines weiteren umfassenden Sanierungsprogramms wurde er von 1580 bis 1582 nochmals renoviert, dabei u. a. mit einem neuen Boden und Dach versehen, um ihn zusätzlich als Pulvermagazin verwenden zu können. Die überdachte Passage zwischen Kirche und Pharos, die auf einem Stich von 1735 zu sehen ist, könnte mit dieser neuen Funktion in Verbindung stehen. Im frühen 18. Jahrhundert begann der Pharos rapide zu verfallen. Im Jahre 1722 berichtete William Stukeley, dass die Glocken von Sir George Rooke nach Portsmouth gebracht worden waren und dass das Ordonance Office (Waffenamt) daraufhin die Bleiplatten des Dachs entfernt hatte. Es ist jedoch unklar, ob Stukeley damit das des östlichen Pharos gemeint hat, es ist aber sehr wahrscheinlich. Als er 1722 eine Zeichnung von der Ruine anfertigte, bemerkte er außerdem, dass „...dieses seltene Kunst- und Mauerwerk vor allem mit der salzigen Seeluft und dem rauhen Wetter zu kämpfen hat“. Die Mauern des Turms wurden 1913 wieder umfassend saniert, Ausgrabungen im Jahr 1915 enthüllten an seiner Basis einen vorspringenden Fundamentsockel.

#### Westturm
Ein weiterer Leuchtturm stand auf den Western Heights, ein länglicher Hügel, von wo man aus einen guten Blick auf das Dour-Tal, den Hafen und den Ärmelkanal hat. Er blieb bis zum Ende des 18. Jahrhunderts weitgehend unbebaut. Ein 1861 wiederentdeckter Mauerrest des Leuchtturms wird als „Bredenstone“, „Cäsars Altar“ oder auch als „Teufelstropfen“ bezeichnet und befindet sich heute innerhalb der Mauern der sogenannten „Drop Redoubt“, ein Küstenschutzfort aus dem 18. Jahrhundert. Es handelt sich dabei um ein 1 m² großes Konglomerat aus Feuerstein, Ziegeln und Mörtel, das offenbar während des Baus des Offiziersquartiers im Jahr 1850 an ihren heutigen Standort auf der Ostseite der Drop Redoubt platziert wurde. Die Turmfundamente sind noch erhalten und tw. in einer Kasematte zu sehen. Sein Grundriss war vermutlich sechseckig und wies eine Seitenlänge zwischen 3,6 m bis 4,2 m auf. Nach den dort aufgefundenen Dachziegeln der Classis Britannica zu urteilen dürfte er, im Gegensatz zum östlichen Pharos, größtenteils im 4. Jahrhundert aus wiederverwendeten Materialien erbaut oder renoviert worden sein. Alte Ansichten von Dover zeigen, dass er noch bis zum Ende des 17. Jahrhunderts gut erhalten gewesen sein muss.
Den frühen Antiquaren (Leland, Lambarde und Camden) war er offensichtlich viel besser bekannt als sein östliches Pendant auf dem Burgberg, diese bezeugten in ihren Schriften mehrmals seine Existenz. Im Itinerarium des John Leland (entstanden zwischen den Jahren 1535-1543) erwähnt er: ..."die Ruine eines Turms, die als Pharos oder Lichtzeichen für Schiffe dient".... Eine Zeichnung des Hafens aus dem Jahr 1543 zeigt vermutlich auch den westlichen Pharos. William Lambarde notierte 1576 in seiner "Perambulation of Kent": „Auf der hohen Klippe zwischen der Stadt und dem Pier steht, nicht weit entfernt von dem was einmal das Haus der Templer war, ein Turm, jetzt Bredenstone genannt, er war ein Pharos für die Seeleute als auch ein Wachhaus zur Verteidigung." William Camden schrieb in seiner Britannica (1607) u.a.: "Auf der anderen Klippe stehen die Überreste eines sehr alten Gebäudes. Aus einem unbekannten Grund wird es der Altar Caesars genannt. Aber John Twyne aus Canterbury, ein gelehrter alter Mann, der es in seiner Jugend noch weitgehend intakt sah, hat mir versichert, dass es ein Pharos war, um die nächtliche Navigation zu unterstützen." Es könnte sein, dass Twyne sich zu diesem Zeitpunkt als Seemann verdingte. Ein Ölgemälde von 1690 zeigt ebenfalls zwei Leuchttürme. In der ersten Hälfte des 18. Jahrhunderts befand sich der Turm jedoch in einen weit fortgeschrittenen Verfallsstadium und wurde wohl beim Bau der Küstenforts fast zur Gänze zerstört. An seinem Standort fand bis 1804 auch die Einsetzungszeremonie für den Lord Warden of the Cinque Ports statt. Um 1789 heißt es, dass der Turm: "...jetzt auf eine sehr kleine Ruine namens Bredenstone reduziert ist, an der der Lord Warden vereidigt wird.". Edward Hasted berichtet 1800 in der überarbeiteten, zweiten Ausgabe von "The History und Topographical Survey the County of Kent":, "...dass der Lord Warden, jetzt normalerweise auf dem Bredenstone-Hügel vereidigt wird. Ein Hügel, auf dem die Ruine eines alten römischen Pharos oder Wachturms erhalten blieb.“ Es ist wahrscheinlich, dass der Name der Festung sich von jener Bezeichnung ableitet, die ursprünglich den Überresten des römischen Bauwerks gegeben wurde ("Devil’s Drop of Mortar").

## Vicus
Das etwas abschüssige Areal des römischen Vicus von Dover bedeckte vermutlich mindestens eine Fläche von zehn Hektar. Er befand sich am Westufer der Flussmündung des Dour bzw. an der Nordseite des Flottenkastells. Die Zivilsiedlung entstand wohl im späten 1. Jahrhundert. Sie umfasste Gebäude von hoher baulicher Qualität. Die meisten Häuser waren aus Holz und Stein errichtet und mit Mosaikböden und bemalten Stuck dekoriert. Nördlich des Kastells stand ein großes Badehaus (Balineum), das vermutlich zwischen 140 und 160 n. Chr. erbaut wurde und auch von der Zivilbevölkerung genutzt wurde. Es wurde wahrscheinlich ebenfalls von Flottensoldaten errichtet. Obwohl auch noch einige andere größere Steingebäude, wie Basilika, Forum, Tempel, nachgewiesen werden konnten, scheint sie nie städtische Ausmaße erreicht zu haben.

### Mansio/Painted House
Nördlich des Flottenkastells stand ein zweistöckiges Gebäude, das zwischen 150 und 160 n. Chr. entstand und später noch mehrmals umgebaut wurde. Die Teile der letzten Ausbauphase – um 200 – waren besonders gut erhalten, da sie in der Spätantike von der Westmauer und dem inneren Erdwall des Sachsenküstenkastells bedeckt wurden. Das „Painted House“ umfasste ursprünglich wohl 80 oder noch mehr Räume und ist eines der bekanntesten römischen Gebäude in Großbritannien. Die Motive seiner Wandmalereien und die Nähe des Gebäudes zum Kastellbad, dem Hafen und dem Flottenstützpunkt führten zuerst zu der Annahme, dass es sich nur um ein gewöhnliches Bordell handelte. Diese These wurde jedoch wieder verworfen, da Fresken in römischen Bordellen eher alle Variationen der dort angebotenen Dienstleistungen darstellten, wie in Pompeji ersichtlich war. Bacchusmotive fanden sich allerdings sehr häufig in Wohnhäusern. Die meisten Wissenschaftler glauben auch, dass die Räumlichkeiten für ein Bordell viel zu klein dimensioniert waren.
Es wurde während des Baus der Umgehungsstraße A256 in den 1970er Jahren entdeckt. Der Kent Archaeological Rescue Unit unter der Leitung von Brian Philp gelang es, fünf Räume (jeder ca. 18 × 16 m) sowie einen davorliegenden Flur freizulegen und zu konservieren. Es handelte sich um eine – teilweise mit Wand- und Fußbodenheizungen (Hypokausten) ausgestattete römische Mansio. Drei der Räume wurden mittels eines außen angelegten Bogenofen beheizt. Bei den Ausgrabungen stieß man auf – an manchen Stellen noch sechs Meter hohe – Wände mit hervorragend erhaltenen Wandmalereien, die umfangreichsten, die jemals nördlich der Alpen gefunden wurden. Sie zeigten auf mehrfarbigen gerahmten Tafeln im 3D-Effekt Architekturmotive wie z. B. kannelierte Säulen. Auf 28 Platten finden sich vor allem Darstellungen des Bacchus, des römischen Gotts für Lebensfreude und Weingenuss, und der Ariadne (etwa fünf Exemplare pro Wand).

## Gräberfelder
Die römischen Gräberfelder rund um das antike Dover deuteten auf eine ziemlich große Anzahl von Einwohnern und eine lange Besiedlungsdauer hin. Sie enthielten fast ausschließlich Feuerbestattungen. Im Südwesten des römischen Siedlungsgebiets, außerhalb des heutigen Adrian-Gate, am Rande der Klippen, wurde im 18. und 19. Jahrhundert ein Gräberfeld mit Urnen und einigen Münzen entdeckt. Im Nordwesten sind zwei weitere Grabstätten bekannt, eine auf dem Priory Hill und eine auf einer Wiese hinter dem Dover College. Letztere wurde 1883 geöffnet und enthielt Graburnen mit verbrannten Knochen, Keramik, ein oder zwei Glasgefäße und ein halbes Dutzend Bronzearmbänder. Auch weiter westlich, in Richtung Maxton, wurden seit Mitte des 19. Jahrhunderts immer wieder römische Bestattungen beobachtet. In einem Feld westlich des Marktplatzes von Dover wurde 1867 nach Tonerde gegraben, dabei wurden wieder römische Gräber entdeckt und Münzen aus der Zeit des Septimius Severus, Postumus und Konstantin I. geborgen. Im Norden der Stadt in der Nähe der London Road, die ungefähr dem Verlauf der Römerstraße nach Canterbury folgt, kamen weitere solcher Grabstätten ans Licht. Das Dover-Museum hat in seiner Sammlung auch römische Graburnen aus der Biggin Street. Am Ende der Bridge Street in Charlton stieß man 1864 auf weitere antike Bestattungen. Viele solcher Gräber wurden auch in Buckland gefunden, sowohl 1859, als die Eisenbahntrasse angelegt wurde als auch später. Zahlreiche römische Bestattungen wurden damals vermutlich ausgegraben und zerstört, bzw. geplündert.

## Inschriften
Aus Dover sind drei römische Inschriften bekannt. Eine wurde von einem römischen Beamten aus der Provinzhauptstadt den Matronen gewidmet. In Dover wurde weiters ein von einem Nachschuboffizier gestifteter Altar gefunden. Ein anderer Text (EVSEB III IV IV [ius?]... VSI ... ... ST ...) war schwer beschädigt. Die meisten Ziegel trugen Stempel mit der Aufschrift CL[assis] BR[ritannica]; andere waren mit den Buchstaben MD und UND gestempelt, vielleicht stammten sie aus einer Ziegelei im Sachsenküstenkastell Anderida (Pevensey).

## Hinweise
Ein kleiner Teil der spätantiken Festung wurde konserviert und kann auf Anfrage in der Dover Bibliothek und im Discovery Centre (ehemaliges White Cliffs Experience) besichtigt werden. Die umfangreichsten – öffentlich zugänglichen – römischen Überreste sind die des Painted House, wo die Mauern der Mansio, des Sachsenküstenkastells und des Flottenkastells besucht werden können.

## Anmerkungen

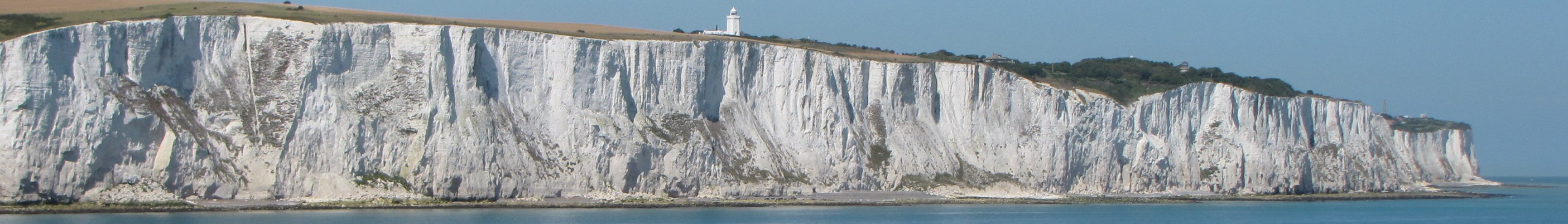
Klippen von Dover